# Sébastien Bruzzese
Sébastien Bruzzese, né le 1er mars 1989 à Liège en Belgique, est un footballeur belge qui joue au poste de gardien de but.

## Biographie

### En club
Sébastien Bruzzese commence le football à l'âge de six ans à Seraing-RUL. Après trois ans, il est repéré par le RFC Liège et rejoint son école de jeunes. Il y effectue toute sa formation et est intégré à l'effectif de l'équipe première en 2006, après la remontée du club en Division 3. Il est deuxième gardien et ne joue que trois rencontres en championnat durant la saison. C'est néanmoins suffisant pour lui permettre d'être appelé en équipe nationale des moins de 19 ans en avril 2007 et d'être ensuite recruté en fin de saison par le RSC Anderlecht, champion de Belgique. Il y est quatrième dans la hiérarchie des gardiens derrière Daniel Zitka, Silvio Proto et Davy Schollen et doit se contenter de jouer avec l'équipe réserve. Il fait quelques apparitions sur le banc des réservistes en championnat après la blessure de Zitka et Proto étant prêté au Germinal Beerschot.
En janvier 2010, il est transféré à La Gantoise où il est troisième gardien après Frank Boeckx et Sergio Padt. Il ne joue que trois rencontres avec les « Buffalos » lors de la saison 2010-2011, une en Coupe de Belgique et deux durant les Play-Offs 1. Après une saison sans jouer de rencontre officielle, il rejoint le SV Zulte Waregem en mai 2012 en tant que deuxième gardien.
Lors de sa première saison, il ne joue que les rencontres de Coupe de Belgique comme titulaire durant la saison régulière et prend part aux six premières rencontres de Play-Offs 1 pendant lesquelles le gardien numéro un, Sammy Bossut, est blessé. Il ne joue à nouveau que les rencontres de Coupe la saison suivante, atteignant cette fois la finale, perdue face au KSC Lokeren. Après une troisième saison comme « gardien de Coupe » à Waregem, il est recruté par le FC Bruges en mai 2015 pour devenir la doublure de l'international australien Mathew Ryan.
Mais deux mois plus tard, ce dernier quitte la Bruges pour rejoindre Valence et Sébastien Bruzzese se retrouve promu gardien numéro 1 pour quelques semaines. Il effectue alors ses débuts européens durant les tours préliminaires de la Ligue des champions 2015-2016 face au Panathinaïkos et à Manchester United. Lors de l'arrivée au club de Ludovic Butelle en janvier 2016, il est relégué sur le banc. En janvier 2017, il est prêté pour six mois à Saint-Trond, en lutte pour le maintien en Division 1.

## Statistiques

### En club
| Saison                | Club                  | Championnat           | Championnat | Championnat | Coupe(s) nationale(s) | Coupe(s) nationale(s) | Supercoupe | Supercoupe | Compétition(s) continentale(s) | Compétition(s) continentale(s) | Compétition(s) continentale(s) | Autres compétitions | Autres compétitions | Autres compétitions | Total | Total |
| Saison                | Club                  | Division              | M.          | B.          | M.                    | B.                    | M.         | B.         | Comp.                          | M.                             | B.                             | Comp.               | M.                  | B.                  | M.    | B.    |
| 2006-2007             | RFC Liège             | Division 3            | 3           | 0           | 0                     | 0                     | -          | -          | -                              | -                              | -                              | -                   | -                   | -                   | 3     | 0     |
| Sous-total            | Sous-total            | Sous-total            | 3           | 0           | 0                     | 0                     | -          | -          | -                              | -                              | -                              | -                   | -                   | -                   | 3     | 0     |
| 2007-2008             | RSC Anderlecht        | Division 1            | -           | -           | 0                     | 0                     | -          | -          | C1+C3                          | -                              | -                              | -                   | -                   | -                   | 0     | 0     |
| 2008-2009             | RSC Anderlecht        | Division 1            | 0           | 0           | -                     | -                     | -          | -          | C1                             | -                              | -                              | TM                  | -                   | -                   | 0     | 0     |
| 2009-2010             | RSC Anderlecht        | Division 1            | -           | -           | 0                     | 0                     | -          | -          | C1+C3                          | -                              | -                              | PO1                 | -                   | -                   | 0     | 0     |
| Sous-total            | Sous-total            | Sous-total            | 0           | 0           | 0                     | 0                     | -          | -          | -                              | -                              | -                              | -                   | -                   | -                   | 0     | 0     |
| 2009-2010             | KAA La Gantoise       | Division 1            | -           | -           | -                     | -                     | -          | -          | -                              | -                              | -                              | PO1                 | -                   | -                   | 0     | 0     |
| 2010-2011             | KAA La Gantoise       | Division 1            | 0           | 0           | 1                     | 0                     | -          | -          | C1+C3                          | 0+0                            | 0+0                            | PO1                 | 3                   | 0                   | 4     | 0     |
| 2011-2012             | KAA La Gantoise       | Division 1            | 0           | 0           | 0                     | 0                     | -          | -          | -                              | -                              | -                              | PO1+BE              | -                   | -                   | 0     | 0     |
| Sous-total            | Sous-total            | Sous-total            | 0           | 0           | 1                     | 0                     | -          | -          | -                              | 0                              | 0                              | -                   | 3                   | 0                   | 4     | 0     |
| 2012-2013             | SV Zulte Waregem      | Division 1            | 0           | 0           | 3                     | 0                     | -          | -          | -                              | -                              | -                              | PO1                 | 6                   | 0                   | 9     | 0     |
| 2013-2014             | SV Zulte Waregem      | Division 1            | 0           | 0           | 7                     | 0                     | -          | -          | C1+C3                          | 0+0                            | 0+0                            | PO1                 | 1                   | 0                   | 8     | 0     |
| 2014-2015             | SV Zulte Waregem      | Division 1            | 0           | 0           | 3                     | 0                     | -          | -          | C3                             | 0                              | 0                              | PO2                 | 0                   | 0                   | 3     | 0     |
| Sous-total            | Sous-total            | Sous-total            | 0           | 0           | 13                    | 0                     | -          | -          | -                              | 0                              | 0                              | -                   | 7                   | 0                   | 20    | 0     |
| 2015-2016             | Club Bruges KV        | Division 1            | 18          | 0           | 3                     | 0                     | 1          | 0          | C1+C3                          | 3+5                            | 0+0                            | PO1                 | 1                   | 0                   | 31    | 0     |
| 2016-2017             | Club Bruges KV        | Division 1A           | 0           | 0           | 0                     | 0                     | 0          | 0          | C1                             | 0                              | 0                              | PO1                 | -                   | -                   | 0     | 0     |
| 2016-2017             | Saint-Trond VV (prêt) | Division 1A           | 0           | 0           | -                     | -                     | -          | -          | -                              | -                              | -                              | PO2+BE              | 5+0                 | 0+0                 | 5     | 0     |
| Sous-total            | Sous-total            | Sous-total            | 18          | 0           | 3                     | 0                     | 1          | 0          | -                              | 8                              | 0                              | -                   | 6                   | 0                   | 36    | 0     |
| 2017-2018             | KV Courtrai           | Division 1A           | 0           | 0           | 1                     | 0                     | -          | -          | -                              | -                              | -                              | PO2                 | 6                   | 0                   | 7     | 0     |
| 2018-2019             | KV Courtrai           | Division 1A           | 12          | 0           | 2                     | 0                     | -          | -          | -                              | -                              | -                              | PO2+BE              | 5+1                 | 0+0                 | 20    | 0     |
| 2019-2020             | KV Courtrai           | Division 1A           | 15          | 0           | 0                     | 0                     | -          | -          | -                              | -                              | -                              | -                   | -                   | -                   | 15    | 0     |
| Sous-total            | Sous-total            | Sous-total            | 27          | 0           | 3                     | 0                     | -          | -          | -                              | -                              | -                              | -                   | 12                  | 0                   | 42    | 0     |
| 2020-2021             | Cercle Bruges KSV     | Division 1A           | 1           | 0           | 3                     | 0                     | -          | -          | -                              | -                              | -                              | -                   | -                   | -                   | 4     | 0     |
| 2021-2022             | Cercle Bruges KSV     | Division 1A           | 0           | 0           | 0                     | 0                     | -          | -          | -                              | -                              | -                              | -                   | -                   | -                   | 0     | 0     |
| 2022-2023             | Cercle Bruges KSV     | Division 1A           | 0           | 0           | 0                     | 0                     | -          | -          | -                              | -                              | -                              | PO2                 | 0                   | 0                   | 0     | 0     |
| 2023-2024             | Cercle Bruges KSV     | Division 1A           | 0           | 0           | 0                     | 0                     | -          | -          | -                              | -                              | -                              | PO1                 | 0                   | 0                   | 0     | 0     |
| 2022-2023             | Jong Cercle (prêt)    | Nationale 2           | 6           | 0           | -                     | -                     | -          | -          | -                              | -                              | -                              | -                   | -                   | -                   | 6     | 0     |
| Sous-total            | Sous-total            | Sous-total            | 7           | 0           | 3                     | 0                     | -          | -          | -                              | -                              | -                              | -                   | 0                   | 0                   | 10    | 0     |
| Total sur la carrière | Total sur la carrière | Total sur la carrière | 55          | 0           | 23                    | 0                     | 1          | 0          | -                              | 8                              | 0                              | -                   | 28                  | 0                   | 115   | 0     |

## Palmarès

### En club
| Club Bruges KV - Championnat de Belgique (1) : - Champion : 2016 - Supercoupe de Belgique (1) : - Vainqueur : 2016 |